# ТЕЦ Нова Сажина
ТЕЦ Нова Сажина — теплоелектроцентраль на сході Польщі за чотири десятки кілометрів на північний схід від Ряшева. Створена за технологією комбінованого парогазового циклу.
У 2000-му на майданчику станції ввели в експлуатацію енергоблок номінальною потужністю 116 МВт, що має дві газові турбіни PG6561B DLN потужністю по 43,4 МВт, виготовлені компанією Thomassen International (за ліцензією General Electric). Через котли-утилізатори вони живлять одну парову турбіну потужністю 39 МВт.
Окрім виробництва електроенергії, станція може постачати 70 МВт теплової енергії, зокрема для потреб хімічного заводу Organika-Sarzyna.
Як паливо використовують природний газ в об'ємі до 0,18 млрд м3 на рік (неподалік проходить газотранспортний коридор Ярослав — Варшава).
Зв'язок з енергосистемою відбувається по ЛЕП, розрахованій на роботу під напругою 110 кВ.
Проєкт станції започаткував енергетичний концерн Enron (відомий своїм банкрутством на тлі махінацій зі звітністю), наразі ж ТЕЦ належить компанії Polenergia.